# Pratts

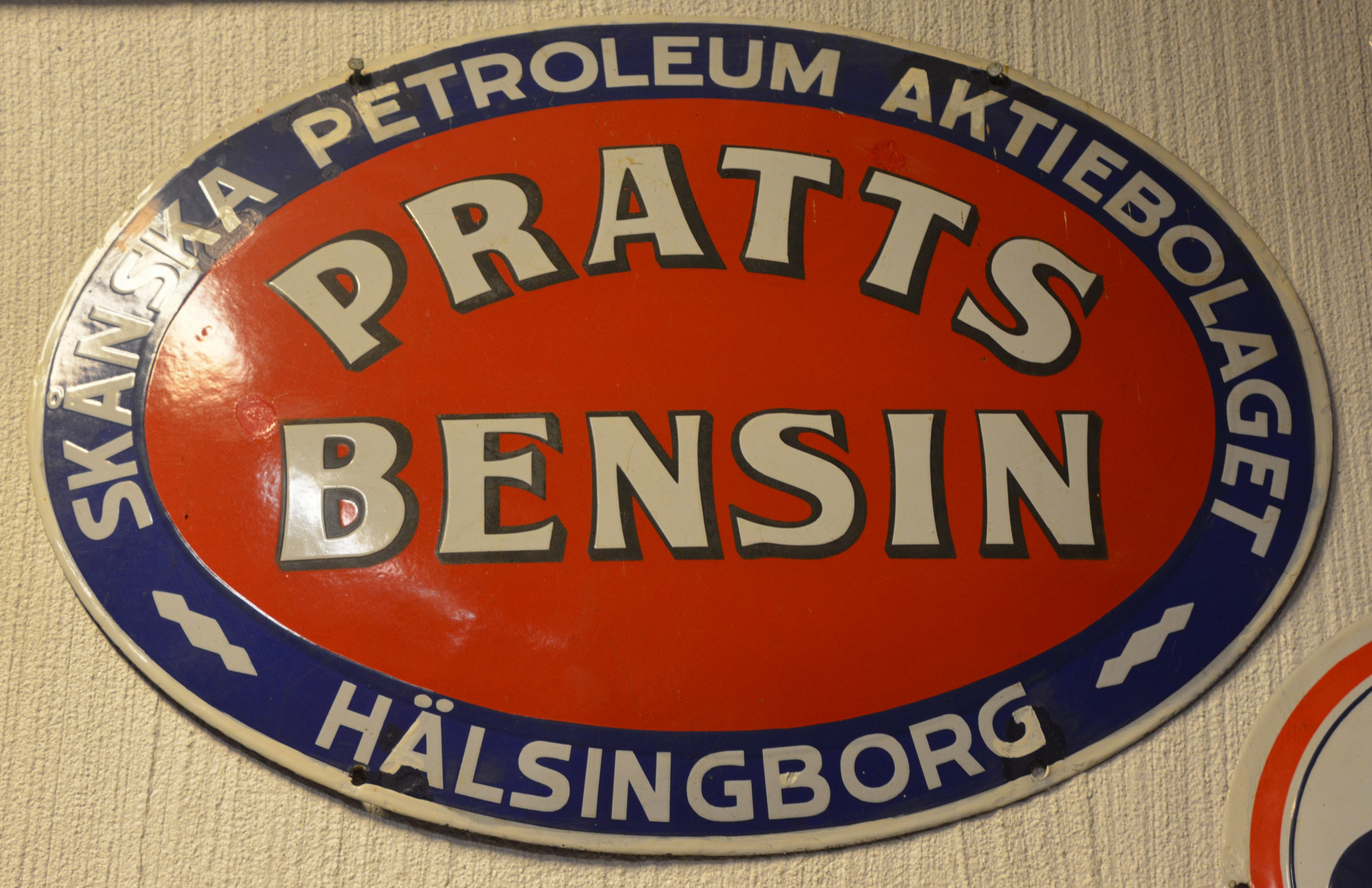
Skylt för Pratts bensin på Johannamuseet

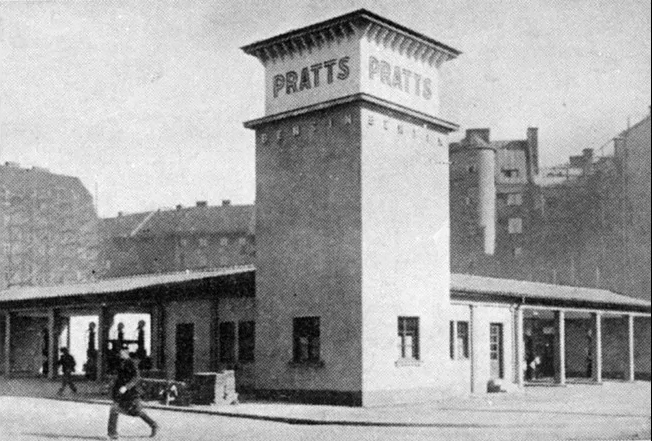
Pratts vid Birger Jarlsgatan i Stockholm

Pratts var ett av de första varumärkena för petroleumprodukter i Sverige.
Pratts har sitt namn efter Charles Pratt (1830–1891) som grundade ett raffinaderi för paraffin, Astral Oil Works, i New York i USA och var medgrundare till oljebolaget Charles Pratt and Company 1867. Detta företag köptes upp av John D. Rockefellers Standard Oil Corporation. Varumärket Pratts användes som varumärke av oljebolag i Sverige som var ägda av, eller på annat sätt anknutna till, Standard Oil of New Jersey eller dess danska dotterbolag Dansk Petroleum AS, som grundades 1887. Den svenska marknaden var först uppdelad mellan de 1896–1898 bildade systerföretagen Sydsvenska Petroleum AB i Malmö, Ostkustens Petroleum AB i Kalmar, Vestkustens Petroleum AB i Göteborg och Krooks Petroleum och Olje AB i Stockholm, alla kontrollerade av Dansk Petroleum. 
Sydsvenska Petroleum i Malmö använde Pratts som varumärke före 1910. Vestkustens Petroleum använde varumärket mellan 1910 och 1925. 
Pratts ersattes för de Standard Oil-ägda svenska distributionsföretagen i Sverige först av varumärket Standard, och från 1939 av varumärket Esso, som var bildat på begynnelsebokstäverna i Standard Oil.
Då varumärkesskyddet inte förnyades så upphörde detta, och sedan 2010-talet finns nya petroleum- och bilvårdsprodukter av märket Pratts som alltså inte har något med det forna Standard Oil att göra.  